# Luci
Luci je priimek več znanih Slovencev:

## Znani nosilci priimka
- Miroslav Luci (*1946), zdravnik in politik